# Cartoon Network (Francia)
Cartoon Network es un canal de televisión francés de origen estadounidense, propiedad de Warner Bros. Discovery y operada a través de Warner Bros. Discovery France, especializado en la emisión de series animadas. La versión en idioma francés del canal, transmitida en Francia y sus países limítrofes, Suiza, Bélgica y Luxemburgo, fue lanzada inicialmente el 17 de septiembre de 1993 como canal compartido con TNT y como canal francés propio el 24 de septiembre de 1997. El canal ocupa el primer lugar entre el público masculino joven.

## Historia

### Década de 1990
En Francia, el canal TNT Cartoon, que reúne dos programas, uno dedicado al cine de Hollywood (Turner Classic Movies) y el canal de dibujos animados Cartoon Network, fueron lanzados, en el satélite Astra, el 17 de septiembre de 1993. Desde su lanzamiento, TNT Cartoon emite en señal abierta (sin necesidad de suscribirse) en toda Europa, especialmente en francés. Esta situación constituye un obstáculo para los operadores de cable franceses y para el único canal de televisión de pago, Canal+, que consideran la estrategia de Ted Turner como competencia desleal. Esta estrategia también es criticada por los medios de comunicación franceses y provoca una reacción de la industria cinematográfica, que invoca la excepción cultural francesa durante las renegociaciones del GATT. En 1993, el Conseil supérieur de l'audiovisuel (CSA) intentó prohibir la difusión por satélite de la cadena TNT Cartoon en territorio francés, pero se encontró con una ley europea que permitía su difusión en abierto por satélite en toda Europa, desde Londres.
Ante el éxito del satélite libre y el crecimiento de este mercado, los operadores de cable franceses piden finalmente a la CSA que revise su decisión y les autorice a emitir TNT Cartoon en sus redes. Así pues, se ha llegado a un acuerdo con los responsables de la cadena, que han decidido aplazar la programación de las proyecciones de las 20.00 a las 22.00; también se incluyen en el programa algunas películas francesas, como La Tête contre les murs o Sois belle et tais-toi.
En 1995, Hervé Bourges, Presidente del CSA, propuso a sus homólogos europeos la creación de un organismo común para apoyar el desarrollo de las redes multimedia (Internet) y regular la emisión de los canales que emiten desde el extranjero. Esta propuesta dará lugar a la directiva sobre Servicios de medios audiovisuales (SMA) y, en 2014, a la creación por la Comisión Europea de un grupo de reguladores audiovisuales de los distintos Estados miembros. El nombre "Cartoon Network" se utilizó durante la conversión digital de los canales del grupo Turner a finales de los años 90. Así pues, el 24 de septiembre de 1997 se emitió por primera vez en Francia el canal completo en francés de la cadena de televisión Cartoon Network por cable y satélite. Durante este período, los programas de la cadena se emiten en versiones originales parcialmente sin subtítulos. Es solo a partir de noviembre de 1999 que las series están oficialmente y completamente dobladas en francés.

### Década de 2000
No fue hasta principios de la década de 2000 que se emitieron varias adaptaciones francesas y que, con el paso de los años, el canal se convirtió en francés. Antes de 2000, se emitían, en su versión original, programas notables como: Cow and Chicken, Johnny Bravo, El laboratorio de Dexter, I Am Weasel o Courage the Cowardly Dog. Solo alrededor de 2002 y 2003 la cadena emitió la totalidad de sus programas doblados en francés, pero tradicionalmente y respectivamente mantuvo las versiones originales a la carta.
Afiliada a Cartoon Network en Estados Unidos, Cartoon Network Francia se hace cargo esencialmente de los grandes clásicos de los estudios Hanna-Barbera, entre ellos Scooby-Doo, Los Supersónicos, Tom y Jerry, o Don gato y su pandilla, así como otras series animadas clásicas como Popeye, Warner Bros. y sus respetables y famosos Looney Tunes y notables dibujos animados como Mortadelo y Filemón, Ed, Edd y Eddy y Beetlejuice. A más tardar en la década de 2000, aparecieron nuevos programas como Power Paillettes (un programa dedicado exclusivamente a las niñas), Youri Networski, Les Matins de Dexter, Toonami y Staraoke (2009). También desde 2001, a veces, el canal ha emitido ciertos animes como Hi Hi Puffy AmiYumi, Fruits Basket, Detective Conan (2007), o Demashita! Powerpuff Girls Z (2009). En 2002, según una encuesta de Médiamétrie, "4 de cada 10 espectadores ya no son niños: mientras que los niños de 4 a 14 años siguen representando la mayoría del público (61%), los adultos son ahora casi tan asiduos a las aventuras del Capitán Cave y otros (39%)."
En 2006, el canal también cambió sus programas y trató de llegar a un público moderno eliminando la emisión de series antiguas que precedieron a principios de los 2000, como Time Squad (2001), Mike, Lu y Og (1999) o Sheep in the Big City (2000). El final de los 2000 estuvo marcado por la aparición de algunas series de reality shows como Floricienta o What I Like About You, así como de películas que a veces formaban parte del bloque de programación Ciné Cartoon, como Richie Rich.

### Década de 2010
Durante la década de 2010, Cartoon Network emitió un número significativamente menor de producciones de Hanna-Barbera, nostálgico para los jóvenes de la década de 1990. Estas fueron transmitidas en el canal hermano de Cartoon Network: Boomerang. En la mayoría de los años de la década de 2010, Cartoon Network emite dibujos animados adaptados a los jóvenes de hoy como Ben 10, My Gym Partner's a Monkey, Camp Lazlo o Legión de superhéroes. Sin embargo, aún conserva clásicos como Las nuevas películas de Scooby-Doo, The Powerpuff Girls o Batman. En 2011, el canal ofrecerá lo que denomina "realidad aumentada", ofreciendo series 2D y 3D a través de su paquete Watch & Play.
En enero de 2012, durante siete semanas, el canal permite a los espectadores decidir cómo emitir sus programas. En 2012, el anuncio del videojuego Cartoon Network: Explosión de Puñetazos XL en Francia en Xbox 360 y Nintendo 3DS. También en 2012, Ankama y la cadena francesa firmaron un acuerdo para emitir las dos primeras temporadas de Wakfu. En septiembre de 2013, Turner Francia anuncia nuevos episodios de las series Ben 10: Omniverse, DreamWorks Dragones, Adventure Time, The Amazing World of Gumball, y Regular Show. A principios de 2014, después de un año récord de audiencia, Turner anunció tres nuevas series: Uncle Grandpa, Steven Universe y Clarence. El 13 de mayo de 2014, el canal emitirá en alta definición sobre el ramo de Canalsat. Desde enero de 2015, Ninjago está presente en Cartoon Network en Francia. El 25 de abril de 2016, The Powerpuff Girls volvió a Cartoon Network con nuevos episodios.
El 10 de enero de 2023, Cartoon Network dejó de transmitir en Canal+ debido a la falta de acuerdo entre el grupo Canal+ y Warner Bros. Discovery.
En marzo de 2023, el canal pasó a ser adquirido como opción por Freebox TV y el Pass Warner disponible como canal de Prime Video.
El 11 de junio de 2024, tras el lanzamiento de la plataforma Max en Francia, Cartoon Network y los otros canales de Warner Bros. Discovery se transmiten allí y, por lo tanto, vuelven a las ofertas de Canal+ ofreciendo este servicio.
El 16 de septiembre de 2024, Cartoon Network Francia comenzó a compartir programación con los canales alemán, holandés, portugués y escandinavo, a lo que siguió la fusión de estos canales el 25 de septiembre, para una versión unificada de Europa occidental que se distingue únicamente por los anuncios locales y su lengua.
En noviembre de 2024, Canal+ reanudará la distribución del canal en sus ofertas en Francia, ultramar y África subsahariana.

### Identidad visual (logo)
El primer logotipo de Cartoon Network está representado por un grupo de cajas en blanco y negro con cada letra dentro. Durante estas emisiones, el logotipo se colocó en la parte superior derecha de la pantalla y el canal se emitió en 4:3. Sus primeros jingles representan una ciudad poblada por personajes de Cartoon Network Studios y Hanna-Barbera Productions. En el verano de 2006, el logotipo de Cartoon Network cambió después del de Estados Unidos, manteniendo los mismos jingles. El segundo logotipo es un diminutivo del primero (Cartoon Network se abrevia como CN), pero las cajas son tridimensionales, a diferencia del primer logotipo, que es bidimensional. Debajo de los dos recuadros de CN se añade Cartoon Network en letra minúscula. En 2008, los jingles de Cartoon Network comenzaron a cambiar. La ciudad de los dibujos animados es reemplazada por animaciones de flechas multicolores que colorean el fondo.
El 8 de diciembre de 2010, el logotipo y los jingles de Cartoon Network cambian. El tercer logotipo es similar al segundo, pero las cajas CN ya no están en 3D, sino en 2D, así como la fuente de las letras CN y Cartoon Network han cambiado. El logotipo se coloca por primera vez en la parte inferior derecha de la pantalla. Los jingles de la cadena están representados por cajas animadas multicolores que forman una sala. De este modo, el canal se emite en formato 16:9. El 7 de julio de 2014, los jingles y los tráileres cambian. El 25 de julio de 2016, el canal cambió de imagen. El 4 de septiembre de 2017, el canal acogió con satisfacción una nueva imagen, que ya había estado presente en algunos jingles durante varios meses.

Logo desde el 24 de septiembre de 1997 al 12 de agosto de 2006.
Logo desde el 12 de agosto de 2006 al 8 de diciembre de 2010.
Logo desde el 8 de diciembre de 2010.

### Eslóganes
- 1997-2010: "La chaîne jeunese du rire et de l'humour" (El canal juvenil de la risa y el humor)
- Del 1 de diciembre de 2010 al 8 de julio de 2014: "Check it"
- Del 1 de diciembre de 2010 al 8 de julio de 2014: "À toi les exclusivités !" (¡Tú te quedas con las exclusivas!)
- Después del 9 de julio de 2014: "De l'aventure et du fun !" (Aventura y diversión!)

## Emisiones
Desde su creación el 24 de septiembre de 1997, el canal ha renovado a menudo su programación. Cada año en Navidad, de 1999 a 2010, Cartoon Network ofrece programas especiales con dibujos animados sobre el tema de la Navidad, con:
- La Hotte à Cartoon (1999-2004)
- Mission Père Noël (2005)
- Un Ticket pour Noël (2006)
- Cartoon Maboule (2007-2008)
- Un Noël trop frais ! (2009)
- Les Givrés de Noël (2010)

En 2005, durante el período de Pascua, Cartoon Network emitió un programa llamado:
- La Ferme Célébritoon, una parodia del reality show de TF1, La Ferme Célébrités. Este programa transmite series más o menos relacionadas con la Pascua, la granja o los animales de granja.

Otras emisiones incluyen
- Cartoon Network Action Heroes (2012-2014)
- Cartoon Network MDR (2012-2016)
- Cartoon Network Movies (2010-2015/2018-presente)
- Cartoon Network VIP (2011-2013)
- Scooby-doo fait son Cinéma (2000-2015)
- Super Matin (2011-2012)
- CN Comedy Show (2014-2016)

El 1 de abril de 2013, Cartoon Network se convirtió en Gumball Network a las 9:00 a. m. y recuperó su nombre original a la noche. Gumball Network había regresado de abril a julio de 2014 como bloque de programación.
En marzo de 2016, los últimos bloques de programación desaparecieron del canal, solo Imagination Studios se emitió hasta junio de 2017. Cartoon Network Movies ha vuelto en enero de 2018.

## Dirección
- Director general de Turner Broadcasting System Francia: Jaime Ondarza
- Director del canal: Pierre Branco
- Director de la programación: Stéphane Pasquier-Miyazaki
- Dirección artística y de los temas de apertura: Nicolas Rostan
- Coordinador de la programación: Aurélie Wack
- Responsable de prensa: Valérie Leroy